# Lone Rock (Wisconsin)
Lone Rock is een plaats (village) in de Amerikaanse staat Wisconsin, en valt bestuurlijk gezien onder Richland County.

## Demografie
Bij de volkstelling in 2000 werd het aantal inwoners vastgesteld op 929. In 2006 is het aantal inwoners door het United States Census Bureau geschat op 876, een daling van 53 (-5,7%).

## Geografie
Volgens het United States Census Bureau beslaat de plaats een oppervlakte van 3,0 km², geheel bestaande uit land. Lone Rock ligt op ongeveer 216 m boven zeeniveau.

## Plaatsen in de nabije omgeving
De onderstaande figuur toont nabijgelegen plaatsen in een straal van 24 km rond Lone Rock.